# Kabayan-Mumien
Koordinaten: 16° 33′ N, 120° 45′ O
Kabayan-Mumien werden nach ihrem Fundort in der Gemeinde Kabayan in der Provinz Benguet, Philippinen, bezeichnet. Kabayan gilt als ein Zentrum der Ibaloi-Kultur, deren Spuren sich bis weit in die vorkoloniale Ära zurückverfolgen lassen. Eine soziologische Besonderheit der historischen Ibaloi-Kultur ist die Mumifizierung ausgewählter und gesellschaftlich bedeutender Würdenträger.
Bei der Mumifizierung, die die Ibaloi durchführten, handelte es sich um eine aktive Methode, Mumien herzustellen. Diese Methode wird als Feuer-Mumifizierung bezeichnet. Dabei wurden bereits kurz vor dem Ableben des Betroffenen die Vorbereitungen zur Mumifizierung eingeleitet, indem man dem Betroffenen stark salz- und alkalihaltige Getränke zuführte. Nach dem Ableben wurde der Tote in sitzender Haltung über einem Feuer positioniert, das eine geringe bis mittlere Intensität hatte, bis der Körper durch die Wärmebehandlung vollkommen dehydriert war. Dieser Vorgang konnte bis zu zwei Jahre dauern. Zum Abschluss der Behandlung wurden die alten Hautschichten entfernt und der Körper mit Pflanzenextrakten einbalsamiert, zusätzlich wurde der Körper einer intensiven Tabakrauchbehandlung unterzogen. Diese Art der Mumifizierung wurde vom 10. Jahrhundert bis zum Verbot durch spanische Invasoren im 16. Jahrhundert durchgeführt und gilt (nach den Mumien der Dani) weltweit als zweites Beispiel für eine aktive Mumifizierung von Toten, die mit einer anderen Technik durchgeführt wurde als die Mumifizierung im Alten Ägypten.
Die Mumien wurden anschließend in Holzsärgen bestattet, die man in künstlich angelegten und natürlichen Höhlen aufbahrte. Diese Höhlen gelten den Ibaloi als heiliger Boden und liegen in der Nähe des Mount Pulag National Park. Die Begräbnisplätze der Kabayan-Mumien stehen seit 2006 auf der Vorschlagsliste der Philippinen zur Aufnahme in die Welterbeliste der UNESCO und gelten als Nationales Erbe der Philippinen.
Bereits um 1900 hatten die ersten Ibaloi-Mumien ihren Weg in europäische Privatsammlungen gefunden. 1972 legten Holzfäller einige Grabhöhlen frei. Um ihre Tradition zu bewahren, zeigten die Ibaloi der Weltöffentlichkeit im Jahr 2000 dreißig ihrer Mumien. Einer Beschädigung durch Laboruntersuchungen widersprachen die Vertreter der Ibaloi aber.